# 과각성
과각성(過覺醒, Hypervigilance)은 신경계통(nervous system)이 감각 정보(sensory information)를 정확하게 여과하지 못하고, 감각 예민도(sensory sensitivity)가 고양된 상태인 것을 말한다. 이는 트라우마 사건이나 외상후스트레스장애(PTSD)가 일으킬 수 있는 조절장애를 일으킨 신경계통과도 연결되어 있는 것으로 보인다. 일반적인 신경계통은 어떤 상황에서 사람을 위험으로부터 막기 위한 방어기제(defense mechanism)로서 스트레스 신호를 방출한다. 일부 경우 신경계통은 만성적으로 조절장애에 빠지게 되어 상황에 맞지 않으면서도 부적절하고 과장된 반응을 만드는 스트레스 신호를 방출하게 된다. 과각성은 불안이 높아진 상태를 낳는다. 이런 상태는 신경쇠약(nervous exaustion)을 일으킬 수 있다. 다른 증상으로는 비정상적으로 높아진 각성, 자극에 다한 높은 반응성, 주변 환경을 끊임없이 살피는 습관 등이 있다.
과각성 상태에서는 특정 풍경, 소리, 사람, 행동, 냄새, 혹은 기타 특정 활동이나 위협 혹은 트라우마를 상기시키는 모든 것들을 탐색하기 위하여 끊임없이 주변 환경을 살피는 습관이 생긴다. 특정 위험이 가까이 오지 못하도록 높은 경각 상태에 처하게 된다. 과각성은 다양한 강박 행동 패턴을 유발하거나 사회 활동이나 관계를 어렵게 한다.
환자가 설득력이 있고 주변을 잘 알고 있다는 점에서, 과각성은 불쾌성 과각성(dysphoric hyperarousal) 혹은 플래시백(flashback)과는 차이를 보인다. 불쾌성 과각성에서 외상후스트레스장애를 가진 사람은 현실과의 접점을 잃고 트라우마적 사건을 다시 경험하게 된다. 여러 차례 트라우마가 발생하면서 과각성 상태가 되고, 관련 트라우마들의 효과들이 반복되는 망상 상태를 낳을 정도로 강렬하고 심각한 불안발작(anxiety attack)을 일으킨다. 이는 1000야드 응시(thousand-yard stare)를 일으킬 수 있다.
과각성은 외상후스트레스장애의 한 증상이거나 다양한 불안장애(anxiety disorder)의 한 증상일 수 있다. 편집증(paranoia)과는 구별된다. 편집증 진단은 조현병(schizophrenia)에서도 발병할 수 있으며, 외형으로는 유사한 듯하지만 특성상 다르다.

## 증상
과각성 환자는 잠재적 위협 때문에 주위환경을 살피는데 전념하여, 가족과 친구들과의 연결을 잃게 된다. 예기치 못한 큰 소음에 과반응(overreact)하거나, 사람이 많고 소음이 큰 환경에 동요하게 된다. 잠에 들거나 숙면을 취하기도 어렵다.  과각성 상태가 10년 이상 지속되면 환자가 살고 있는 지역의 환경이 불안하고 요동치는 것에 대하여 더욱 민감함을 보일 것이며, 매우 작거나 큰 집단을 감당하지도 못하게 된다. 집중력을 요하는 상황의 해결 이후, 이들은 신경쇠약에 걸리고 정상 사회에서의 기능을 할 수 없게 되기도 한다.

## 같이 보기
- 경험적 회피
- 편집성 인격장애